# Silat
Il silat è un'arte marziale originaria del Sud-Est asiatico, in particolare degli stati dell'Indonesia e della Malesia, ma è praticato anche a Singapore, nel Vietnam meridionale, nel Brunei e nel settore meridionale della Thailandia. In Indonesia è chiamato pentjak silat o pencak silat, mentre in Malaisia ha il nome di silat melayu.
Il silat trae ispirazione dall'osservazione della natura. Sono infatti molti gli stili e le tecniche esistenti in questa disciplina che si ispirano agli animali, osservando i comportamenti di difesa di questi ultimi e sfruttandone la potenza, che viene applicata al combattimento: tra le più conosciute, la tigre, il coccodrillo, il gatto, il gallo, l'aquila, la torpedine, il maiale e molte altre.
Diverse tecniche sono state prese in considerazione da molti esperti di sistemi di combattimento moderni e di difesa personale, e il silat è spesso appreso insieme al kali filippino. 
Il silat è stato inserito dall'UNESCO tra i patrimoni orali e immateriali dell'umanità ed è perciò considerato «Patrimonio intangibile dell'Umanità» dal dicembre 2019.

## Tecniche
Sconosciuta agli occidentali fino al '700, il silat è caratterizzato da colpi devastanti e brutali, efficaci e al contempo tecnicamente raffinati. Vengono usati colpi di pugno, calcio, gomiti e ginocchia, con moltissime varianti, ma ciò che caratterizza questo tipo di combattimento è l'uso di tecniche di rottura articolari a impatto (non per trazione o compressione, cioè statiche, come in altre discipline quali ju-jitsu o judo). Nel silat si assumono spesso posizioni di guardia apparentemente contorte, difficili da apprendere, ma che una volta diventate abituali permettono l'esecuzione di colpi rapidi e potenti. Nel silat, inoltre, vengono usate soprattutto le armi; tipica è la posizione accovacciata, detta anche seduta in depock, a cui spesso viene abbinato l'uso del caratteristico coltello (karambit), adoperato su linee basse per tagliare i tendini degli arti inferiori, rendendo inoffensivo l'avversario; altre armi spesso impiegate nel silat sono macete, kriss, klewang, pedang, tee check (sai),  e molte altre.

## Stili e forme

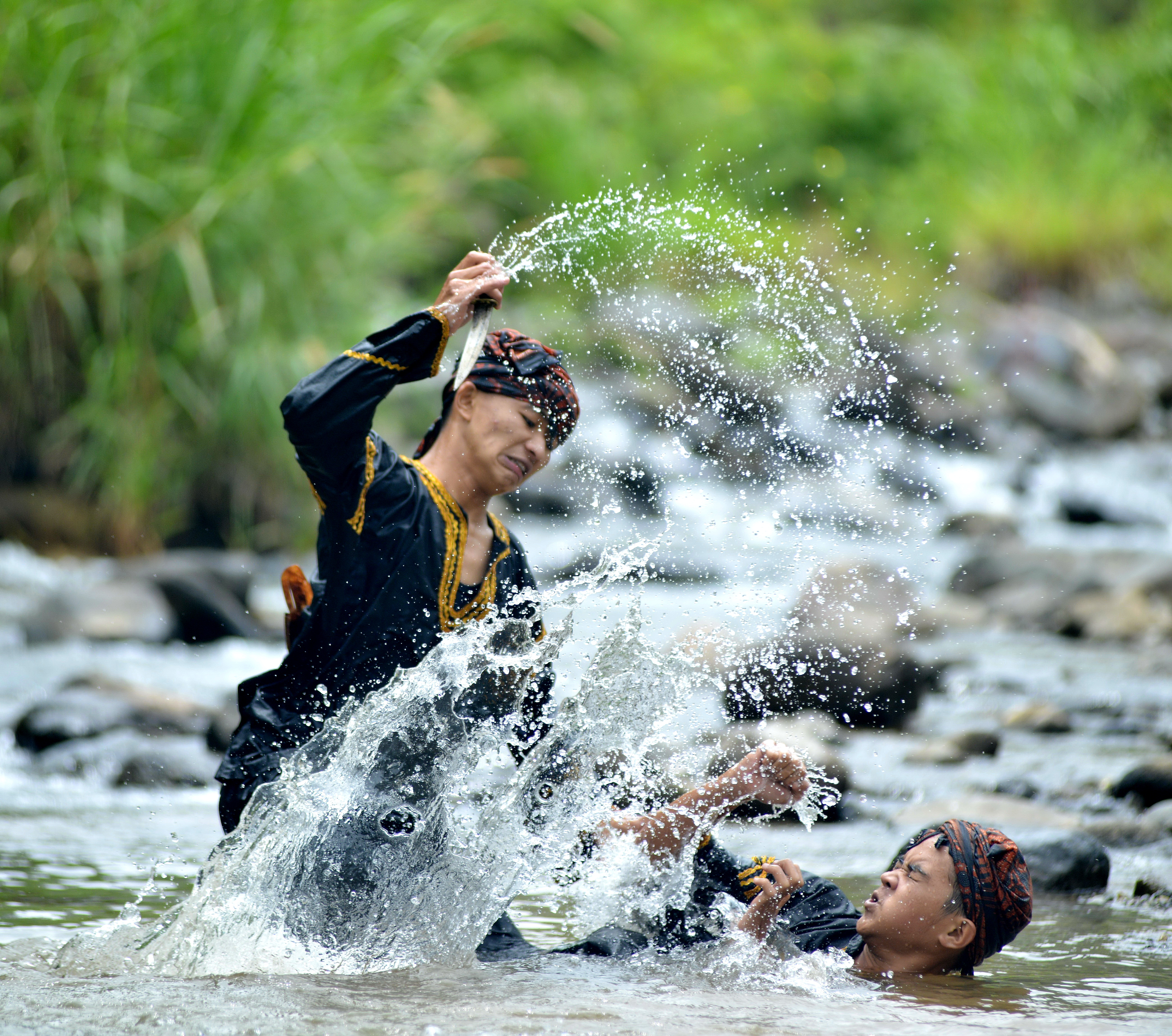
Una dimostrazione dello stile Minangkabau

Tra gli stili originari dell'Indonesia facenti parte del pencak silat troviamo:
- Bukti Negara
- Inti Ombak Pencak Silat
- Perisai Diri
- Cidepok
- Cimande
- Harimau
- PSHT
- Serak

Tra gli stili originari della Malaisia facenti parte del silat melayu troviamo:
- Lian padukan
- Seni Gayung Fatani
- Silat Pattani
- seni Gayong|Silat Seni Gayong